# Шомпре, Пьер
Пьер Шомпре фр. Pierre Chompré (1698, Нанси (Навр) — 18 июля 1760, Париж) — французский учёный-педагог, автор словарей и редактор латинских проповедей.
Был содержателем частной школы в Париже и написал ряд учебных пособий для своих учеников младшего возраста.
Его труды: «Dictionnaire de la fable» (1727, 12 выпусков; книга неоднократно переиздавалась до середины XIX века), «Dictionnaire abrégé de la Bible» (1755, 12 выпусков; переиздано в 1801 году), «Selecta latini sermonis exemplaria» (его переводы с латыни, издавалось с 1747 по 1757 год).